# Vessel (建築物)
Vessel（TKA，意为暂定名称）是位于紐約市曼哈頓哈德遜城市廣場的一处公共建築物和地標。2017年4月開始施工，於2019年3月15日開放。
建築物由英國設計師托馬斯·赫斯維克所設計，精心製作的蜂窩結構樓高16層，包含154層樓梯，2500級階梯和80個觀景台，供遊客攀爬。Vessel是哈德逊城市广场开发计划的一部分。其最終成本預計為2億美元。
2021年1月，在Vessel發生了一連串的自殺事件後，Vessel被無限期關閉，不對公眾開放。Vessel在2021年5月底重新開放。2021年7月29日，一名十四歲男童跳樓自殺，建物無限期關閉至今。
建築物的名稱是暫定名稱，註明了TKA縮寫，意思是「暫時被稱為」（Temporarily Known As）。建築物的擁有人請求公眾給它一個正式名稱，而且有一個網站給它命名。

## 事故
2020年2月1日，一名19歲的男子從該建築物的第六層跳下來，其後死亡；媒體報道說這是涉及Vessel的第一宗此類事件。2020年12月22日，一名24歲的女子從該建築物的頂部跳下來，同樣死亡。不到一個月後，2021年1月11日發生了第三宗死亡事件，一名21歲的遊客從Vessel上跳下來。在第三宗死亡事件發生後，該建築物被無限期關閉，同時相關公司就防止未來自殺事件的策略向專家進行咨詢。Vessel在2021年5月底重新開放，2021年7月再次因出现自杀事件后被无限期关闭。

## 画廊

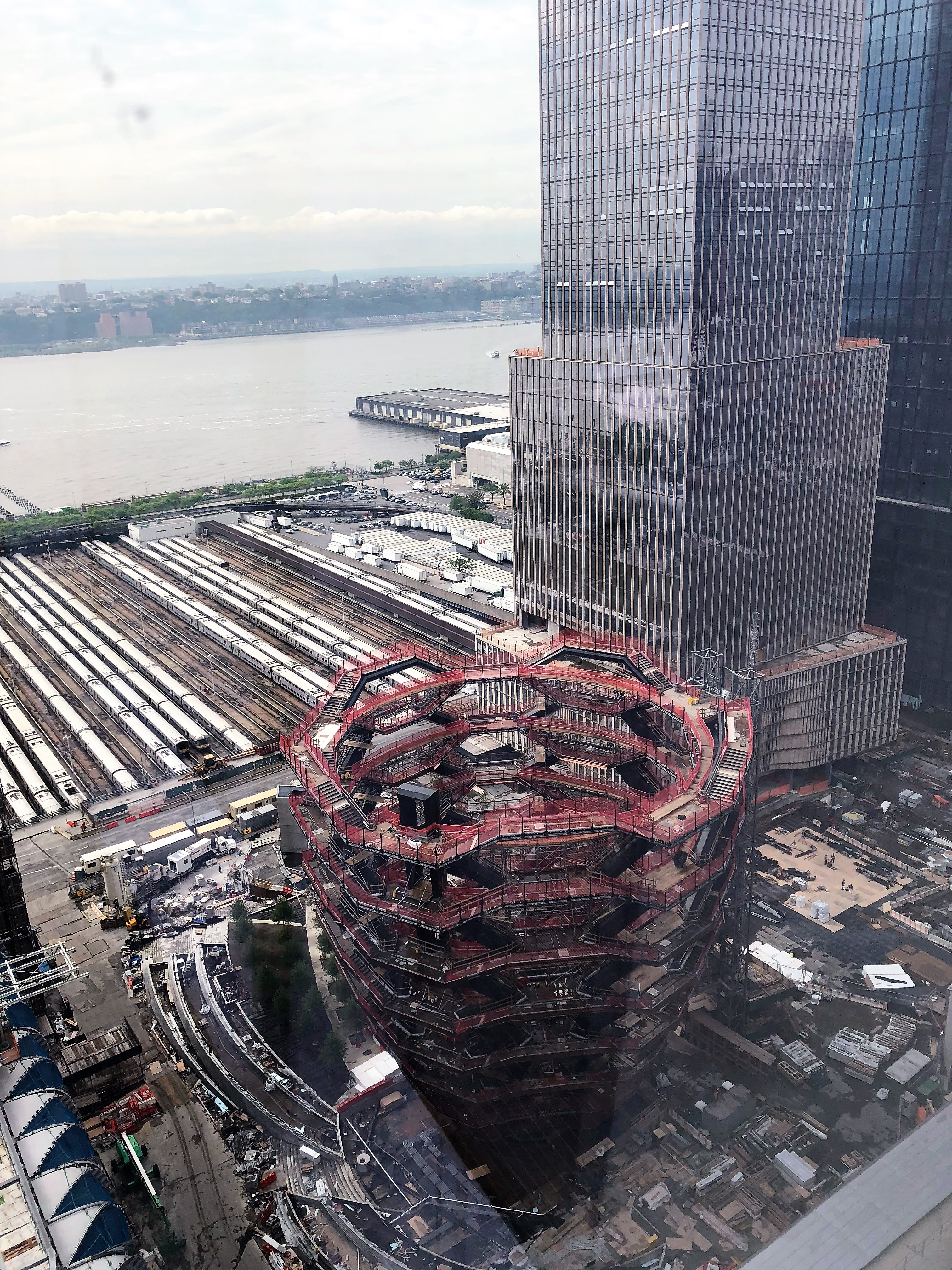
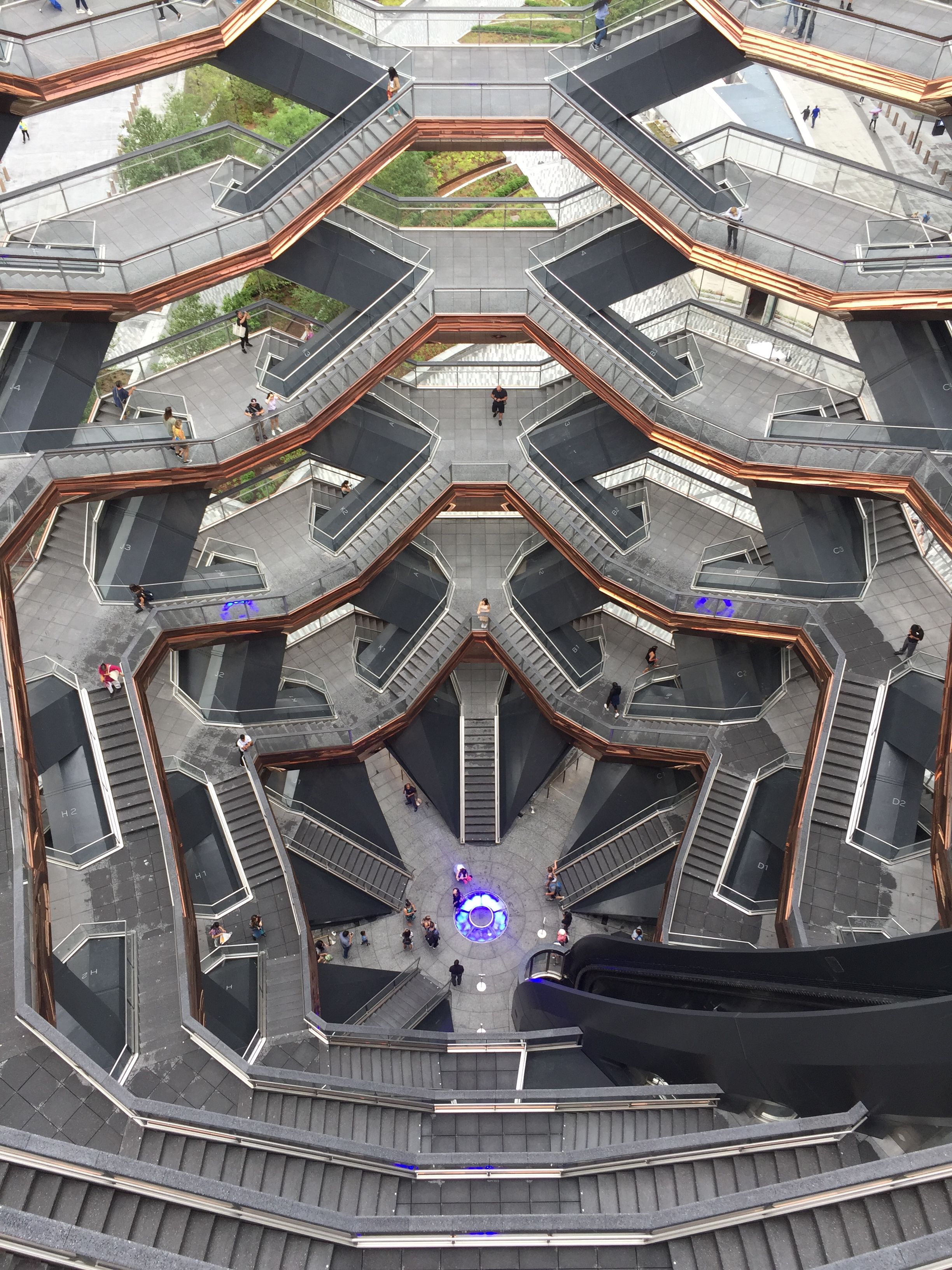
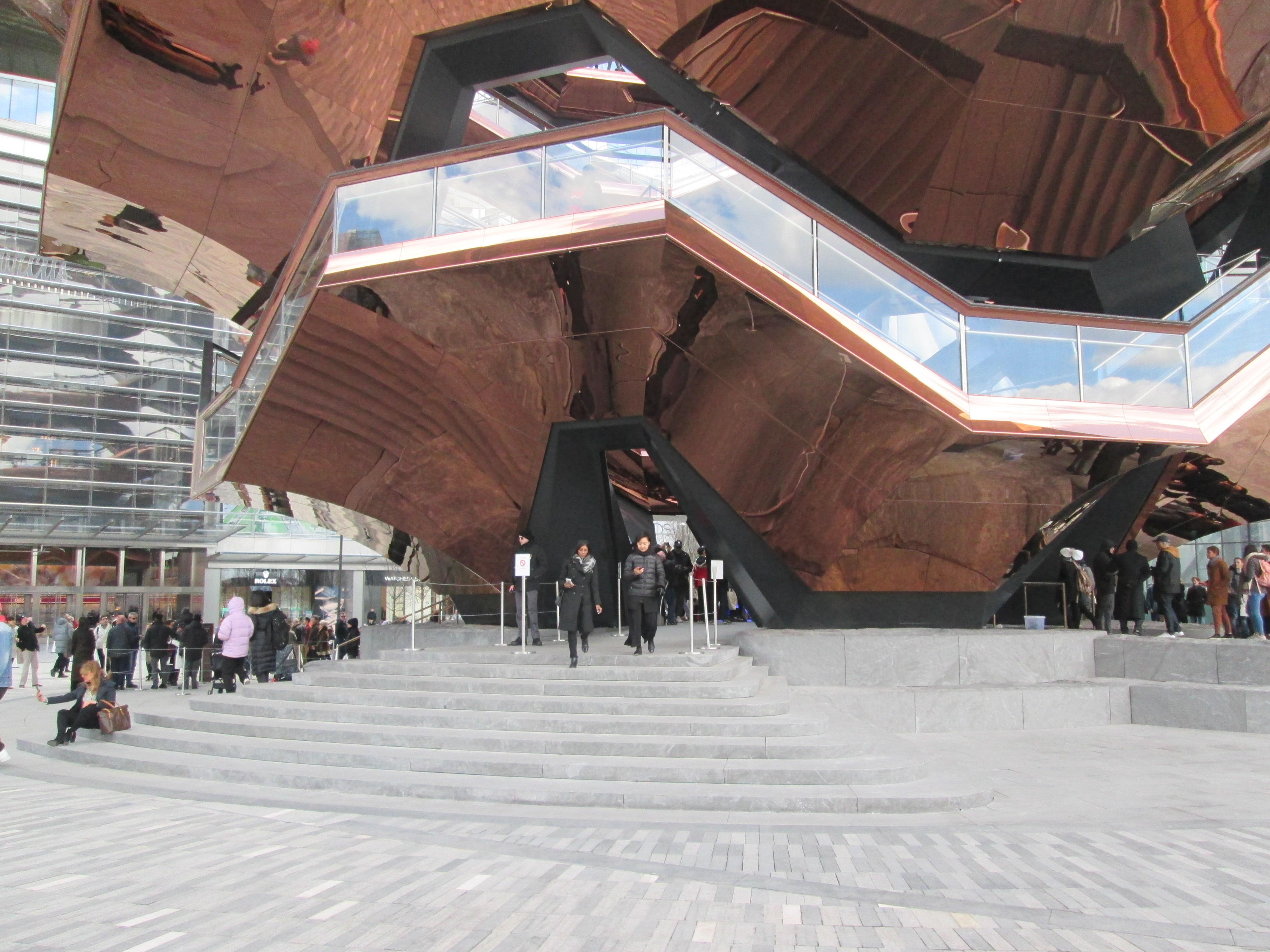

## 外部連結
- 官方网站
- The Vessel; Thomas Heatherwick's Oversized public art structure on CBS Sunday Morning